# 郭興
郭 興（かく こう、至順2年（1331年） - 洪武17年11月10日（1384年12月22日））は、元末明初の軍人。濠州の人。朱元璋に仕えて、明建国の功臣となった。弟の郭英も朱元璋に仕えて、明建国の功臣となった。妹は郭寧妃。

## 生涯
| 姓名         | 郭興                                                                    |
| 時代         | 元時代 - 明時代                                                         |
| 生没年       | 1331年（至順2年） - 1384年（洪武17年）                                  |
| 字・別名     | 子興（別名）                                                            |
| 本貫・出身地 | 濠州                                                                    |
| 職官         | 管軍総管→統軍元帥→鷹揚衛指揮使 →鎮国将軍、大都督府僉事→陝西行都督府僉事 |
| 爵位         | 鞏昌侯（明）→陝国公（明）                                               |
| 諡号         | 宣武（明）                                                              |
| 陣営・所属   | 郭子興→朱元璋                                                           |
| 家族・一族   | 父:郭山甫、弟:郭英、郭徳成、妹:郭寧妃                                   |

至正12年（1352年）、郭子興が挙兵すると、これに参加した。朱元璋に出会い、彼に心服するようになる。軍中では朱元璋の宿衛を守った。
至正13年（1353年）、定遠攻略に参加した24将の一人。功績を上げて管軍総管となり、さらに統軍元帥に進んだ。常州攻略に参加した。寧国・江陰・宜興・婺州・安慶・衢州を攻略した。

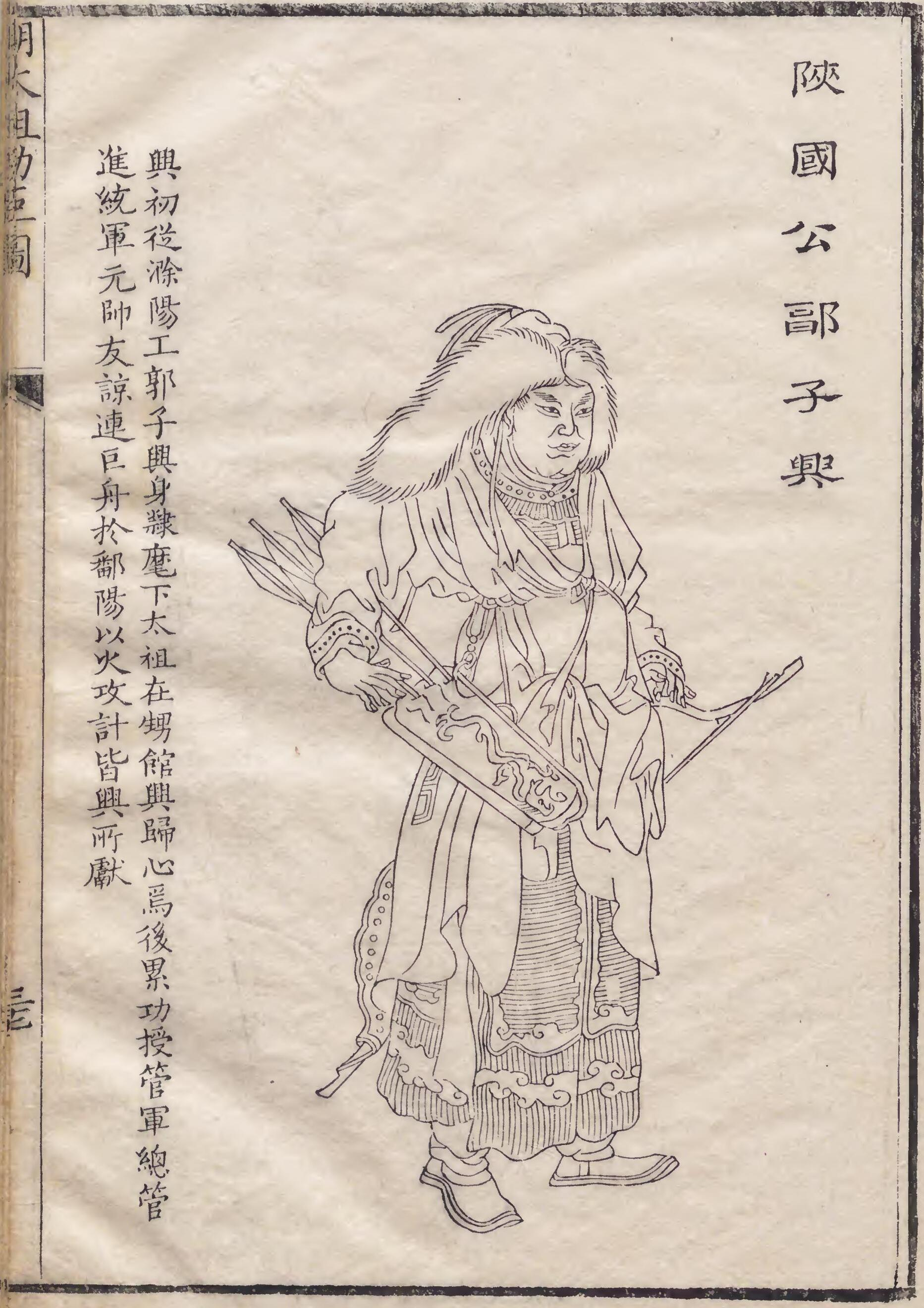
郭興

至正23年（1363年）、鄱陽湖の戦いに参加した。陳友諒軍は巨艦を連ねて、朱元璋軍との戦いを有利に進めていた。これを打開するために、郭興は火攻めを提案する。火攻めにより形勢は逆転し、陳友諒は戦死して、朱元璋軍の勝利に終わった。武昌攻略に参加し、敵兵を多く斬り、鷹揚衛指揮使となった。徐達に従って廬州を攻略し、安豊を救援して張士誠軍を破った。襄陽・衡州・澧州を攻略した。高郵・淮安を攻略した。湖州・平江を攻略した。張士誠を滅ぼした後、鎮国将軍・大都督府僉事となった。
洪武元年（1368年）、徐達に従い、汴梁を攻略し、河南を守った。馮勝が陝州を攻略した後、潼関を守備する軍を出してほしいと頼んだ。徐達は「郭興にしか務まらぬ」と言って、郭興に潼関を守らせた。潼関周辺には哈麻図・李思斉・張思道らが東方進出を狙って、奉元にて奪取の機会を窺っていた。王左丞が攻めてきたが、これを撃退する。徐達に従い、奉元を攻めて、これを攻略する。鞏昌の守備に移り、辺境地域を安定させた。
洪武3年（1370年）、陝西行都督府僉事となる。冬、功臣の叙勲が行われた。郭興は規律を守らなかったため、鞏昌侯に止められ、食禄1千5百石を賜った。
洪武4年（1371年）、夏国討伐に向かい、漢州・成都を攻略する。
洪武6年（1373年）、徐達に従い、北平を守備する。陳徳とともに元軍を答剌海口にて破る。
洪武11年（1378年）、臨清で練兵を行った。
洪武16年（1383年）、北方の辺境を巡った。
洪武17年（1384年）、召還された後、53歳で亡くなった。陝国公を贈られ、宣武と諡された。
洪武23年（1390年）、李善長の獄に追座して除爵された。